# Condado de Marion (Iowa)
El condado de Marion (en inglés: Marion County, Iowa), fundado en 1845, es uno de los 99 condados del estado estadounidense de Iowa. En el año 2000 tenía una población de 32 052 habitantes con una densidad poblacional de 22 personas por km². La sede del condado es Knoxville.

## Geografía
Según la Oficina del Censo, el condado tiene un área total de 1478 km² (570,7 mi²), de la cual 1435 km² (554,1 mi²) es tierra y 3 km² (1,2 mi²) es agua.

### Condados adyacentes
- Condado de Jasper norte
- Condado de Mahaska este
- Condado de Monroe sureste
- Condado de Lucas suroeste
- Condado de Warren oeste

## Demografía
En el 2000 la renta per cápita promedia del condado era de $42 401, y el ingreso promedio para una familia era de $50 052. El ingreso per cápita para el condado era de $18 717. En 2000 los hombres tenían un ingreso per cápita de $36 460 contra $25 573 para las mujeres. Alrededor del 7.60% de la población estaba bajo el umbral de pobreza nacional.
| 1900   | 1910   | 1920   | 1930   | 1940   | 1950   | 1960   | 1970   | 1980   | 1990   | 2000   |
| ------ | ------ | ------ | ------ | ------ | ------ | ------ | ------ | ------ | ------ | ------ |
| 24 159 | 22 995 | 24 957 | 25 727 | 27 019 | 25 930 | 25 886 | 26 352 | 29 669 | 30 001 | 32 052 |

## Lugares

### Ciudades
- Bussey
- Hamilton
- Harvey
- Knoxville
- Bussey
- Melcher-Dallas
- Pella
- Pleasantville
- Swan

### Comunidades no incorporadas
- Attica
- Columbia
- Flagler
- Otley
- Pershing
- Tracy

### Principales carreteras
- Carretera de Iowa 5
- Carretera de Iowa 14
- Carretera de Iowa 92
- Carretera de Iowa 163
- Carretera de Iowa 316